# Inconel
Inconel là sản phẩm thương hiệu đã được đăng ký của Special Metals Corporation (Tập đoàn Kim loại Đặc biệt) thuộc họ các hợp kim đặc biệt trên cơ sở niken austenit. Hợp kim Inconel được sử dụng đặc trưng trong trường hợp ở nhiệt độ cao. Trong tiếng Anh, nó luôn được gọi là Inco (đôi khi gọi là Inconel).

## Đặc tính
Hợp kim Inconel là một vật liệu chịu được ăn mòn và oxy hóa trong môi trường làm việc khắc nghiệt. Khi bị nung nóng, Inconel trở nên vững chắc, và lớp oxide hình thành bảo vệ bề mặt khỏi các tác động môi trường. Inconel bền vững với một tầm nhiệt độ cao và rộng hơn nhiều so với các vật liệu như thép hay nhôm.

## Ứng dụng
Hợp kim Inconel được ứng dụng trong hầu hết các động cơ phản lực của ngành hàng không và ngành vũ trụ. Các cánh quạt tua bin chịu được nhiệt độ cao mà không bị phá hủy cũng như bị ăn mòn trong môi trường khí thải. Ngoài ra, các thiết bị khác của lò nung cũng luôn phải sử dụng đến Inconel.